# Dodona pryeri
Dodona pryeri är en fjärilsart som beskrevs av Moore 1901. Dodona pryeri ingår i släktet Dodona och familjen Riodinidae. Inga underarter finns listade i Catalogue of Life.